# Necronomicon (película)
H.P. Lovecraft´s: Necronomicon (originalmente llamada Necronomicon, más conocida como Necronomicon: El libro de la muerte o Necronomicon: El regreso del infierno), es una película estadounidense del género de antología de terror realizada en 1993, dividida en tres segmentos unidos por una historia central. Dirigida por Brian Yuzna (quien dirigió el tercer segmento y la historia central), Christophe Gans (director del primer segmento) y Shusuke Kaneko (director del segundo segmento). Escrita por Brent V. Friedman, Christophe Gans, Kazunori Itö y Brian Yuzna.

## Argumento
Necronomicon está dividida en cuatro segmentos: La biblioteca, Los sumergidos, El frío y El que susurra en la oscuridad . La biblioteca es el centro de la historia por lo cual todo empieza y termina en esta película. 

### La biblioteca parte 1
Es la trama, el centro de la historia de la película. H. P. Lovecraft (Jeffrey Combs) se entera de que en la biblioteca de un viejo monasterio hay guardada una copia del Necronomicon, y decide ir en busca de un texto cuya existencia lleva mucho tiempo investigando. Para poder entrar decide pedir al monje principal permiso para leer el tercer volumen de la enciclopedia alquímica. Después le roba a un monje la llave de la bóveda donde se encuentra el Necronomicon, pero no sabe que ha sido visto por otro monje. Al llegar a la bóveda logra desbloquear la puerta y entrar, pero entonces la puerta se cierra tras él. Al verse encerrado y con agua debajo de él, decide comenzar a leer el libro y empieza a ver el futuro. Debido a la intemporalidad del libro, para el Necronomicon estas historias ya habían ocurrido. Pero para Lovecraft eran lo que estaba por venir.

### Los sumergidos
Edward De LaPoer es rastreado en Suiza al heredar un viejo hotel de la familia que ha sido abandonado durante años. Al llegar al lugar encuentra un sobre cerrado de su tío Jethro De La Poer en el cual cuenta su trágica muerte. Después de haber visto morir a su familia en el accidente de barco proveniente de Inglaterra, Jethro decide lanzar un ejemplar de la Santa Biblia en el funeral a una chimenea, asegurando que ningún Dios sería bienvenido en su casa. Esa misma noche se aparece un pescador en su casa, el cual le dice que no está solo y le entrega una copia del Necronomicon. Utilizando este texto Jethro revive a su familia, sin embargo vuelven a la vida como monstruos con ojos verdes y tentáculos. Al ver esto Jethro se siente culpable y decide quitarse la vida lanzándose desde un balcón. 
Edward empieza a recordar el momento en el que un accidente de auto le quita la vida a su esposa Clara y es ahí cuando decide utilizar el libro Necronomicon para traerla de nuevo a la vida. Esa noche Clara llega a la casa y Edward se disculpa con ella por haber ocasionado su muerte. Al escuchar esto Clara empieza a sacar tentáculos de su boca y es empujada por su esposo. Ella intenta defenderse atacando a Edward pero éste la corta utilizando una espada que se encontraba cerca. La furia de Clara se reduce a un tentáculo que se mete por debajo de la casa y empieza a destruirla. Luego vuelve a convertirse en un monstruo con un tentáculo, un ojo y una boca gigante y empieza a atacar a Edward quien alcanza a romper una ventana por la cual entra luz del día, con la cuerda de una lámpara apunta al ojo del monstruo, dándole muerte y evitando así sufrir el mismo destino que su tío.

### La biblioteca parte 2
Empieza con el final en donde Lovecraft es sospechoso y es mantenido bajo vigilancia, el agua se rebota bajo él y vuelve a tener otra revelación. Mientras esto ocurre se dan cuenta de que Lovecraft no está en el puesto designado para leer el libro, lo cual es anunciado al monje principal quien cree que Lovecraft no es lo suficientemente astuto para entender el Necronomicon y no le ve problema a su desaparición.

### El frío
El reportero Dale Porkei es el sospechoso de una serie de asesinatos en Boston de unas décadas atrás. Este es invitado para revisar el apartamento de una mujer (Emily), la cual sufre de una enfermedad muy extraña en la piel que no le permite exponerse a la luz ni al calor. Al arrendar Emily el apartamento de Lena, ésta es notificada de no molestar al otro inquilino, el científico Richard Madden. En la primera noche, Emily es atacada sexualmente por su padrastro Sam. Al intentar huir de su abusador llega a la puerta del Dr. Madden. Éste la abre, agarra del brazo a Sam y lo apuñala con un bisturí. Al caer Sam rueda escaleras abajo y resulta muerto. Emily es vendada para recuperarse de las heridas de la pelea y mientras descansa escucha sangre goteando en su techo, al ir a revisar lo que ocurre ve a su vecino el Dr. Madden y a Lena mutilando a Sam, pero ellos niegan todo diciendo que es una pesadilla lo que está viendo.
Al día siguiente mientras busca trabajo, Emily encuentra a unos policías averiguando por la muerte de Sam y decide enfrentar a Madden a lo cual el tranquilo responde que el igual hubiera matado a Sam así él no hubiera intentado abusar de ella. Le muestra el libro de Necronomicon, el cual posee la información necesaria para devolverlo a la vida siempre y cuando no reciba la luz del día.
Al día siguiente Lena, que está enamorada del Dr. Madden, amenaza de muerte a Emily. Emily se va unos meses y al regresar encuentra a su jefe en el apartamento del Dr. Madden luchando por su vida. Al darse cuenta de la presencia de Emily, Lena va a matarla pero Madden lo impide y termina apuñalado por Lena. Lena intenta disparar a Emily con una escopeta pero ésta anuncia que está embarazada del Doctor y Lena resulta salvándola de su muerte, mientras el Dr. Madden sí muere por no ser inyectado con líquido cefalorraquídeo.
Dale, el reportero sospecha que esta historia de la que está siendo notificado la está dando la misma Emily en el apartamento. Luego de un tiempo Emily acepta ser ella y le cuenta que aún sigue embarazada y espera algún día tener el bebé. Acepta que ha seguido asesinando para tener líquido cefalorraquídeo, el cual no deja que sienta dolor. Cuando Dale se da cuenta del peligro que corre ya es muy tarde pues ha sido envenenado con el café y Lena se acerca a él con una jeringa. 

### La biblioteca parte 3
Lovecraft continúa leyendo el Necronomicon y empieza a copiarlo. En un momento comienza a sentirse paranoico, y mira a su alrededor mientras coge su bastón para defenderse. Un monje intenta entrar a la habitación donde se encuentra Lovecraft, pero no lo consigue. Mientras sucede todo esto, Lovecraft vuelve a tener otra alucinación.

### Susurros
Durante la persecución de un sospechoso llamada “el carnicero” los agentes de policía de Filadelfia, Paul y Sara discuten sobre el bebé que viene en camino y la relación tan mala por la que están pasando. Mientras esto ocurre sufren un accidente y Paul se le desabrocha el cinturón de seguridad y es golpeado y empujado por una persona invisible fuera del carro. Sara sale del vehículo y al no poder comunicarse para buscar ayuda decide irse en busca de Paul.
Encuentra en un viejo almacén un ascensor que posiblemente la dirija al paradero de Paul, pero al bajar resulta enredada por una cuerda y cae al piso. Al levantarse ve al Sr. Benedict y a “el carnicero” quienes dicen ser únicamente el duele y el arrendatario del viejo almacén. Después de una larga conversación Sara es llevada a un túnel en la planta baja donde es atacada por la Sra. Benedict y empujada a un hueco lleno de cadáveres recientes, murciélagos que vuelan encima de ella y sangre verde. En medio del hueco Sara logra encontrar a Paul. Decide ir por él pero al instante una criatura sale del cuerpo de él y se da cuenta de que ha perdido todo su cerebro. Después de una serie de acontecimientos Sara se da cuenta de la verdad: la Sr. Benedict es “una reina” y el Sr. Benedict es el carnicero. 
Días después despierta en un hospital, el médico asegura que ha tenido un accidente de auto muy fuerte y que ha estado alucinando. Sara ve a Paul con muerte cerebral y luego se da cuenta de que sus extremidades también están siendo removidas y es víctima de los señores Benedict.

### La biblioteca parte final
Lovecraft es encontrado y confrontado por el monje principal: entonces Lovecraft admite haber perdido la llave del lugar y éste se pone furioso por haber tenido contacto con el libro y le dice que debe reponerlo, pero este es atacado por un monstruo que sale del agua. El monje empieza a revelarse y Lovecraft lucha contra el monstruo. El monje se burla de Lovecraft y le advierte que no debe contar el secreto del Necronomicon, pues si lo hace terminará muerto. Pero Lovecraft da muerte al monje, recoge sus cosas y el libro y termina por escaparse.

## Lanzamiento
Inicialmente fue lanzado en VHS en Estados Unidos pero su auge estuvo en los mercados Europeos y Asiáticos. La película ganó un premio a los mejores efectos especiales en el Fantafestival de 1994.
Por otro lado los críticos Andrew Migliore y Juan Strysik dicen: “Por desgracia Necronomicon no cumple con las expectativas que se tenían con la idea. De hecho la película se pierde de foco, además de perder la velocidad y la atmósfera poco a poco”. Todo esto a causa del poco dinero con el que contaban desde la segunda parte.

## Reparto
La biblioteca
- Jeffrey Combs   es H.P Lovecraft
- Tony Azito es El Bibliotecario.
- Brian Yuzna es El taxista.

Los sumergidos
- Brice Payne es Edward De La Poer.
- Belinda Bauer es Nancy Gallmore.
- Richard Lynch es Jethro De La Poer.
- Maria Ford es Clara.
- Peter Jasienski es el hijo de Jethro.
- Denice D. Lewis es Emma De LaPoer.
- Vladimir Kulich es un aldeano.

El frío
- David Warner es Dr. Madden
- Bess Meyer es Emily Osterman.
- Millie Perkins es Lena.
- Dennis Christopher es Dale Porkei.
- Gary Graham es Sam.
- Curt Lowens es Mr. Hawkins

Susurros
- Signy Coleman es Sara.
- Obba Babatundé es Paul
- Don Calfa es Mr. Benedict
- Judith Drake es Mrs. Benedict[3]